# L.N. Hvidt
 Ikke at forveksle med L.N. Hvidt (1840-1885).
Lauritz Nicolai Hvidt (27. oktober 1777 i København – 16. marts 1856 sammesteds) var en dansk minister, nationalbankdirektør, grosserer, etatsråd og medlem af Den Grundlovgivende Rigsforsamling. Han var fader til Edvard Hvidt.
L.N. Hvidt var nærmest nationalliberal. Han arvede i 1799 sin fars grossererforretning, men tabte sin formue i forbindelse med Napoleonskrigene. Derefter begyndte han at studere jura, men udnævntes allerede i 1809 til børskommissær og blev også medlem af flere kommissioner: Kommissionen om fjendtlig ejendom, og i 1812 Varekontrolkommissionen. Hvidt genoptog sin forretningsvirksomhed, men blev i 1830 medlem af Nationalbankens repræsentantskab, og fra 1835 til sin død i 1856 var han nationalbankdirektør.
I Den Grundlovgivende Rigsforsamling blev L.N. Hvidt valgt til vicepræsident og var medlem af finansudvalget og med til at udarbejde grundlovs- og valgudkast. Han var minister uden portefølje i den første valgte regering, Ministeriet Moltke I. Han blev valgt til Landstinget i 1849, men ville ikke modtage valget.

## Andre poster
Blandt andet:
- Meddirektør i Sparekassen for Kjøbenhavn og Omegn
- Medlem af Det Kongelige Danske Landhusholdningsselskab fra 1815, og formand fra 1850
- Formand for Grosserer-Societetets komité fra 1842
- Borgerrepræsentant fra 1840, formand 1841-1853
- Medlem af direktionen i Vajsenhuset 1838 – 1854
- Medstifter af Athenæum i 1824
- Medstifter af Selskabet for Trykkefrihedens rette Brug 1835
- Var stænderdeputeret fra 1834 – 1848

Han er begravet på Assistens Kirkegård.